# Belinda Lee
Belinda Lee (Devon, 15 de junho de 1935 — San Bernardino, 12 de março de 1961) foi uma atriz britânica nascida na Inglaterra.

## Carreira
Iniciou a carreira artística no teatro britânico e estreou-se no cinema em 1954 com o filme Runaway Bus. Fez relativo sucesso no cinema britânico, italiano e norte-americano numa curta carreira, encerrada com sua morte em março de 1961 num desastre de automóvel.
Foi considerada uma das atrizes mais belas do cinema, tendo sido casada com o fotógrafo Cornell Lucas. Porém, o que mais marcou a sua intensa e curta vida foi ter sido a causa de um grande escândalo no seio da nobreza italiana pelo seu romance tumultuoso com o Príncipe Felipe Orsini. Ele era casado, pai e nobre da Santa Sé como assistente do sólio papal. 
A ligação entre os dois acabou por penetrar nos austeros corredores palacianos do Vaticano e foi motivo de várias tragédias como a tentativa de suicídio de Belinda, por envenenamento, em janeiro de 1958 e, dois dias depois, o suicídio frustrado do príncipe Orsini que foi encontrado em seu banheiro com os pulsos cortados. Pressionado pelos príncipes da Corte pontifícia, o Papa João XXIII retirou-lhe o cargo e a esposa de Orsini (a princesa Franca Buanocossa) deixou-o. E, ironia do destino, tudo por nada, pois em seguida Belinda deixou-o por outro homem, morrendo logo em seguida no acidente na Califórnia. 
É sintomática sua morte após um escândalo com envolvimento de personalidades da alta sociedade italiana e do próprio Vaticano, Morreu aos 25 anos, justamente após serem concluídas as filmagens de "Constantine and the Cross", película que retrata como teria surgido o catolicismo romano. Belinda não chegou a presenciar a avant-première do filme que acabara de estrelar.

## Filmografia

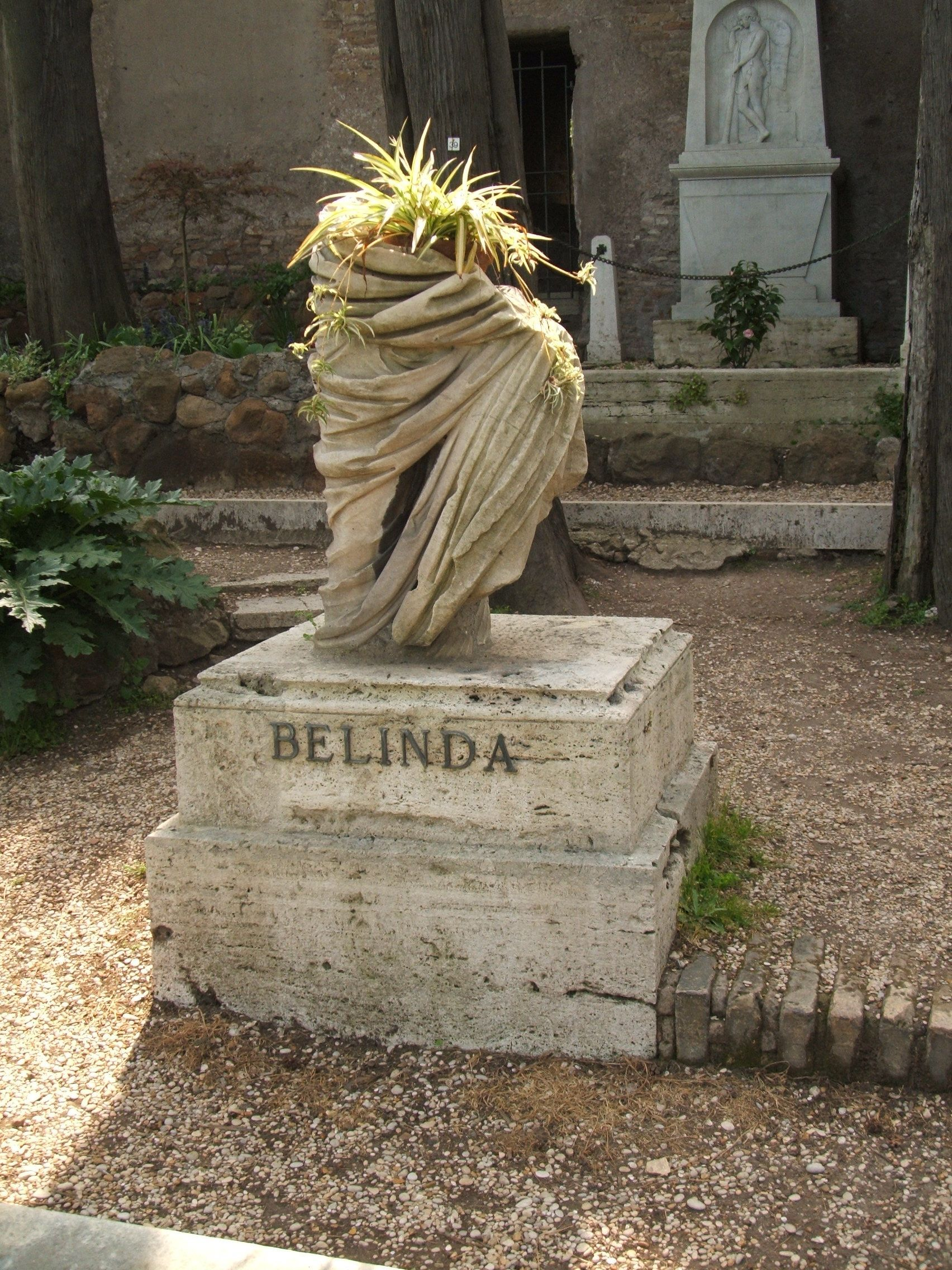
Sepultura de Belinda Lee no Cemitério Protestante em Roma

| Ano  | Título                         | Personagem            |
| ---- | ------------------------------ | --------------------- |
| 1954 | Runaway Bus                    | Janie Grey            |
| 1954 | Murder by Proxe                | Phyllis Brunner       |
| 1954 | Life with the Lions            | Violet Hemingway      |
| 1954 | Meet Mr. Callaghan             | Jenny Appleby         |
| 1954 | The Belles of St. Trinian's    | Amanda                |
| 1954 | The Case of Canary Jones       | —                     |
| 1955 | Man of the Moment              | Sonia                 |
| 1955 | No Smoking                     | Miss Tonkins          |
| 1956 | Who Done It?                   | Frankie Mayne         |
| 1956 | The Feminina Touch             | Susan                 |
| 1956 | Eyewitness                     | Nurse Penny Gladstone |
| 1956 | The Big Money                  | Gloria                |
| 1957 | The Secret Place               | Molly Wilson          |
| 1957 | Milacle in Soho                | Julie Tozzi           |
| 1957 | La Venere di Cheronea          | Aphrodite             |
| 1957 | Dangerous Exile                | Virginia Traillu      |
| 1958 | Nor the Moon by Night          | Alice Lang            |
| 1959 | Ce corps tant désiré           | Lina                  |
| 1959 | Les dragueurs                  | Ghislane              |
| 1959 | Le notti di Lucrezia Borgia    | Lucretia Borgia       |
| 1959 | I Magliari!                    | Paula Mayer           |
| 1959 | Die Wahrheit über Rosemarie    | Rosemarie Nitbritt    |
| 1959 | Marie of the Isles             | Marie Bonnard         |
| 1959 | Brevi amori a Palma di Majorca | Mary Moore            |
| 1960 | Messalina                      | Messalina/Valéria     |
| 1960 | Der Satan lockt mit Liebe      | Evelyn                |
| 1960 | La lunga notte del 43          | Anna Barilari         |
| 1960 | Love the Italian Way           | Adriana Bressan       |
| 1961 | Costantino il grande           | Fausta                |
| 1961 | Fantasmi a Roma                | Eileen Charm          |
| 1961 | Blood Feud                     | —                     |
| 1961 | Giuseppe venduto dai fratelli  | Heneth                |